# نزار الحسن
نزار الحسن (18 أكتوبر 1977 -) هو رجل دين شيعي عراقي وهو الممثل الرسمي للمرجع صادق الحسيني الشيرازي في البصرة.

## حياته ونشأته
نزار بن نعمة بن خريبط بن علي بن شمخي الحسنولد في شمال شرق البصرة في قضاء القرنة في قريةٍ تُدعى (الشرش) في عام 1397 هـ الموافق للثامن عشر من أكتوبر 1977 وكان فجر يوم الأربعاء، والتحق بمدرسة العهد الجديد الابتدائية للبنين.
وكان في فترة طفولته قد قامت الحرب بين العراق وإيران، فتدرج في المراحل الدراسية في المدارس الحكومية ثم في أواخر العقد الثاني من عمره قرر مع ثلة من الشباب الهجرة من العراق متجهين صوب إيران.

## مسيرته التعليمية
في عام 1996 الموافق 1416 هـ قرر الالتحاق بالحوزة العلمية في قم وأن ينضم لسلك رجال الدين، فأتمّ المقدمات في أربع سنوات، ومن ثم السطوح في خمس سنوات، ثم حضر بعد دروس البحث الخارج في الفقه والأصول. وكان من أساتذته في مرحلة السطوح:
1. فرقد الجواهري.
2. أحمد الإشكوري.
3. حيدر الدباغ.
4. محسن الهاشمي.
5. محمد الجواهري .
6. محمد علي الخرسان.

أساتذته:
1. المرجع صادق الحسيني الشيرازي. حضر دروسه في علم الفقه وعلم الأصول.
2. محمد رضا الحسيني الشيرازي. حضر دروسه في علم الفقه وعلم الأخلاق.
3. علي الحسيني الميلاني. حضرت دروسه في علم الأصول باللغتين الفارسية والعربية، ودروس في علم الكلام.
4. حسن الجواهري. حضر دروسه في علم الفقه.
5. محمد سند. حضر دروسه في علوم الفقه والأصول والتفسير والرجال.
6. أحمد المددي. حضر عليه بعض مباحث الفقه - كالطلاق وغيره - وشيئاً يسيراً من علوم الرجال والفهارس والتراجم.
7. مسلم الداوري. حضر دروسه في علم الرجال التي يلقيها في مدرسة الحجتية.
8. حسين الشاهرودي حضر دروسه في بعض مباحث الفقه والأصول.

### مسيرته
منذ عام 1423 هـ بدأ يدرّس الدروس الحوزوية ففي النحو درّس كتابي شرح ابن عقيل وابن الناظم، وفي المنطق كتابي خلاصة المنطق ومنطق المظفر، وفي الفقه درّس كتب تبصرة المتعلمين للحلي، والمختصر النافع، وشرائع الإسلام، واللُمْعَة الدمشقية، وشرح الروضة البهية، ومعالم الدين وملاذ المجتهدين، وفي علم الرجال درّس كتاب كليات علم الرجال لجعفر السبحاني، وغيرها من الكتب الحوزوية.

## أعماله
لديه العديد من المؤلفات المنشورة كما قام بتحقيق بعض الكتب:

### مؤلفات
- حامل لواء الإسلام. في سيرة علي بن أبي طالب، كتبه في عام 1419 هـ، وطُبع في الكويت وفي إيران.
- أهل البيت في تفاسير أهل السنة. طُبع في إيران.
- جامع الزيارات والأماكن المقدسة في العالم. طُبع في بيروت وفي قم.
- ثلاث مسائل صلاتية خلافية. هو بحث فقهي في الصلاة، طُبع في قم.
- رسالة في عدة المتمتع بها. بحث فقهي.
- رسالة في ترجمة زكريا بن آدم القمي. بحث رجالي في شخصية زكريا بن آدم القمي، طُبع في قم.
- رسالة في مشايخ الشيعة. بحث في علم الرجال والتراجم، طُبع في قم وفي بيروت.

### تحقيقات
الأصول الأصلية-عبد الله شبر-مؤسسة البلاغ 2009